# پرسیوال وگا گال
پرسیوال وگا گال (به انگلیسی: Percival_Vega_Gull) یک هواگرد از نوع آموزشی نظامی و تفریحی غیرنظامی ساخت شرکت پرسیوال است. هواگرد پرسیوال وگا گال نخستین پروازش را در نوامبر 1935 میلادی انجام داد. در مجموع، تعداد ۹۰ فروند از این هواگرد ساخته شده‌است.
طراح این هواگرد، Edgar W. Percival بود.